# Lijst van bezienswaardigheden in Tongeren
In de Belgische stad Tongeren bevinden zich tal van bezienswaardigheden. Hier volgt een lijst.

## Bouwwerken

### Religieuze bouwwerken

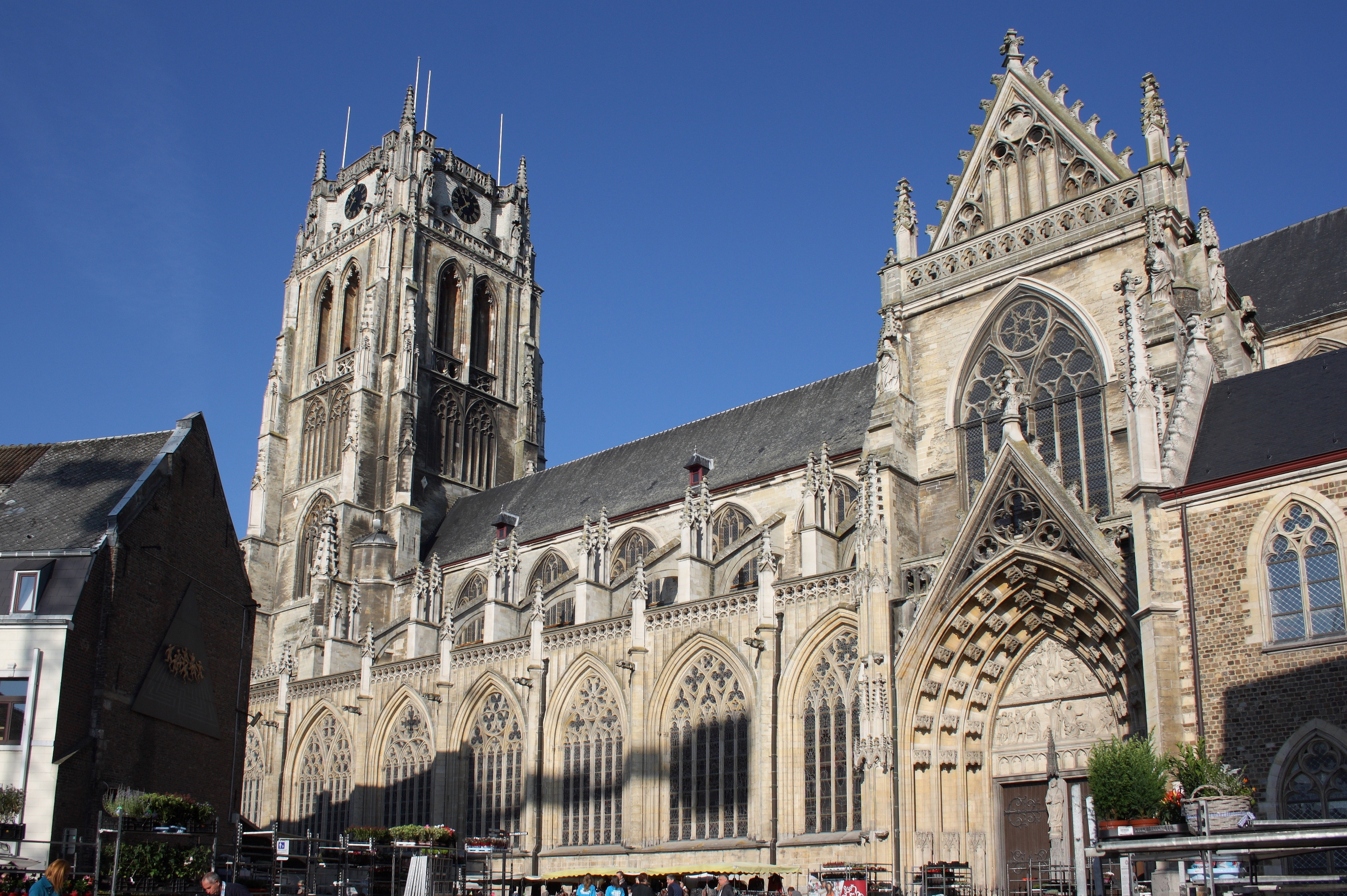
Onze-Lieve-Vrouwebasiliek

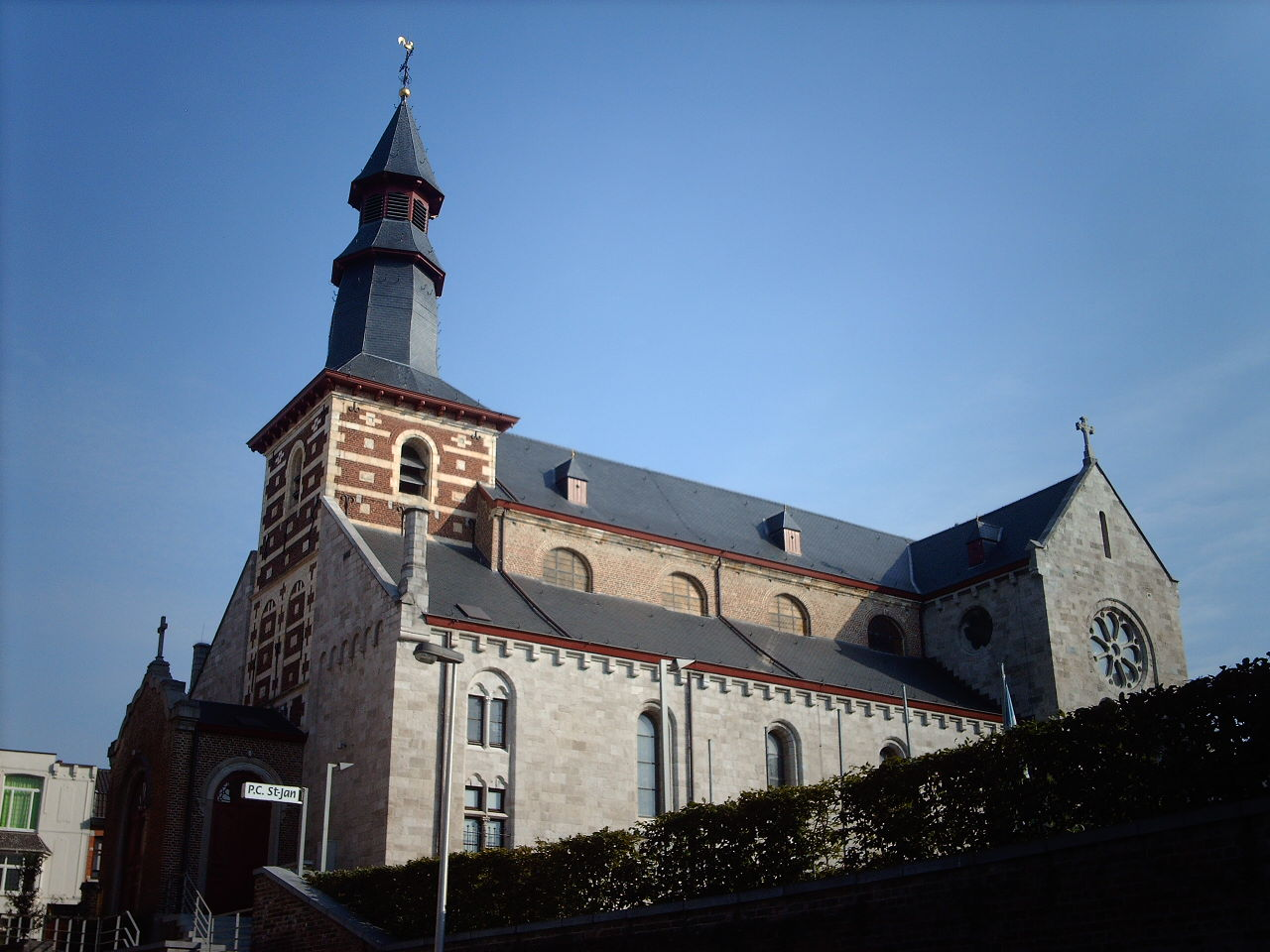
Sint-Jan Baptistkerk

- Onze-Lieve-Vrouw-Geboortebasiliek met belfort, deze gotische kerk werd in 1931 tot basiliek verheven en kent een geschiedenis die teruggaat tot de eerste eeuwen na Christus. In 1999 werd de Onze-Lieve-Vrouwebasiliek opgenomen op de werelderfgoedlijst van de UNESCO als onderdeel van Belforten in België en Frankrijk.
- Kanunnikenhuizen, voormalige woningen van de kapittelbroeders, van de twaalf kanunnikenhuizen zijn er negen bewaard gebleven.
- Romaanse kloostergang, enig overblijfsel van de romaanse kerk die in 13e eeuw werd verwoest.

Sint-Catharinabegijnhof
- Brouwhuis, voormalige begijnhofbrouwerij uit 1644
- Infirmerie, voormalig gasthuis uit 1659
- Sint-Catharinakerk, ook bekend als Begijnhofkerk of Paterskerk
- Sint-Ursulakapel, barokke kapel uit 1701
- Overige begijnhofhuisjes uit de 17e en 18e eeuw

Parochiekerken
- Heilige Kruisvindingkerk, te Mal
- Sint-Cunibertuskerk te Diets-Heur
- Sint-Gertrudiskerk te Piringen
- Sint-Gertrudiskerk te Riksingen
- Sint-Gilliskerk
- Sint-Hubertuskerk te Henis
- Sint-Jan Baptistkerk
- Sint-Jozefskerk
- Sint-Laurentiuskerk te Overrepen
- Sint-Ludgeruskerk te Neerrepen
- Sint-Lutgardiskerk
- Sint-Martinuskerk te Berg
- Sint-Martinuskerk te Rutten
- Sint-Maternuskerk
- Sint-Medarduskerk te Vreren
- Sint-Pancratiuskerk te Widooie
- Sint-Pieterskerk te Lauw
- Sint-Servaaskerk te Koninksem
- Sint-Servatiuskerk te Nerem
- Sint-Servatiuskerk te Sluizen
- Sint-Stefanuskerk te 's Herenelderen

Kapelletjes
- Gasthuiskapel van het Sint-Jacobsgasthuis
- Heilig Huisje nabij Herstappe
- Kapel van Onze-Lieve-Vrouw van Zeven Weeën te Vreren

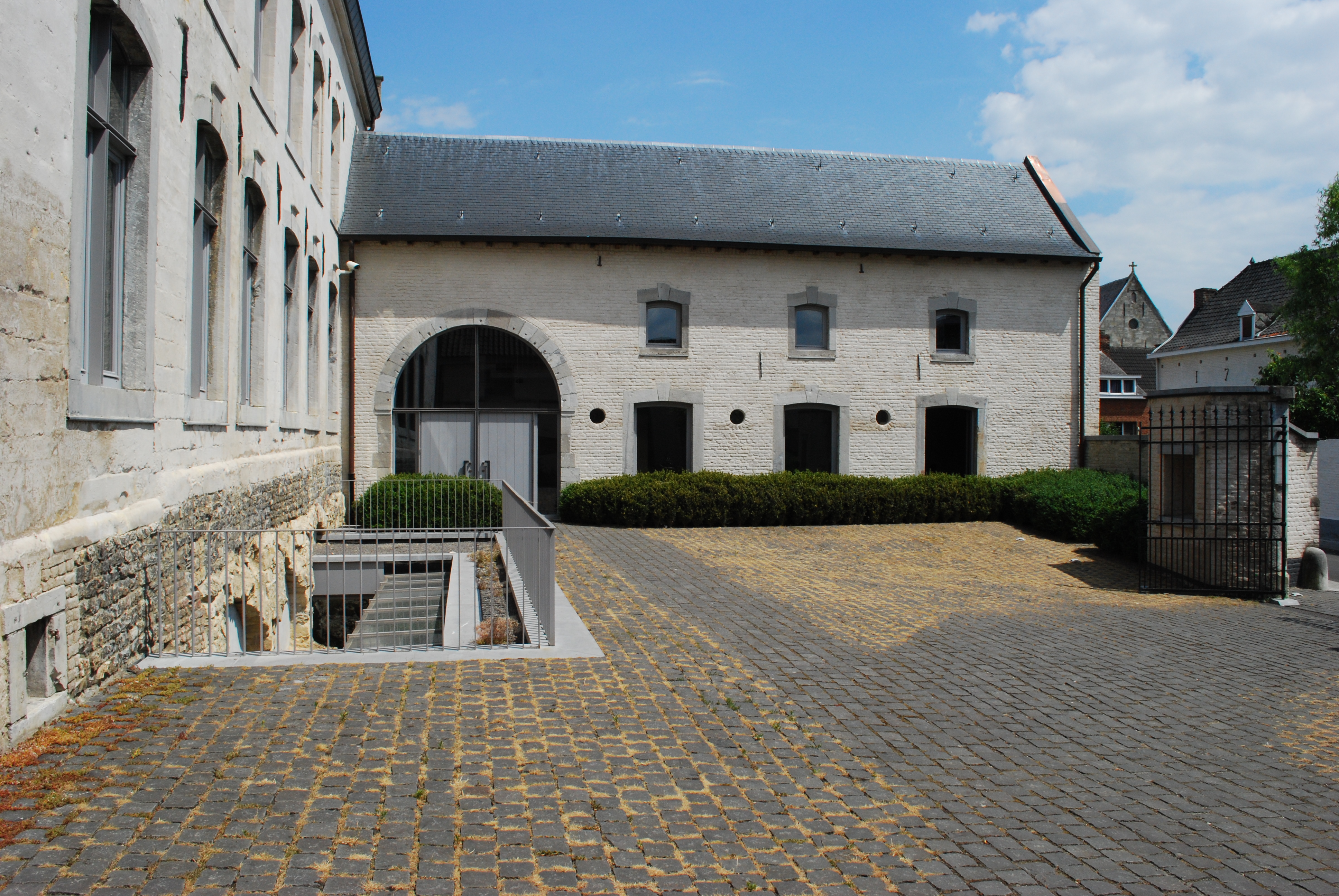
Gerechtsgebouw

- Sint-Evermaruskapel te Rutten
- Sint-Gilliskapel te Mulken
- Sint-Hubertuskapel te Offelken

Kloosters
- Agnetenklooster

### Romeinse overblijfselen
- Gallo-Romeins tempelcomplex
- Herstappeltombe
- Pliniusfontein
- Romeins aquaduct
- Romeinse omwallingen
- tumulus van Koninksem aan de Paardweidestraat
- tumulus van Koninksem aan de Romeinse Kassei

### Wereldlijke bouwwerken

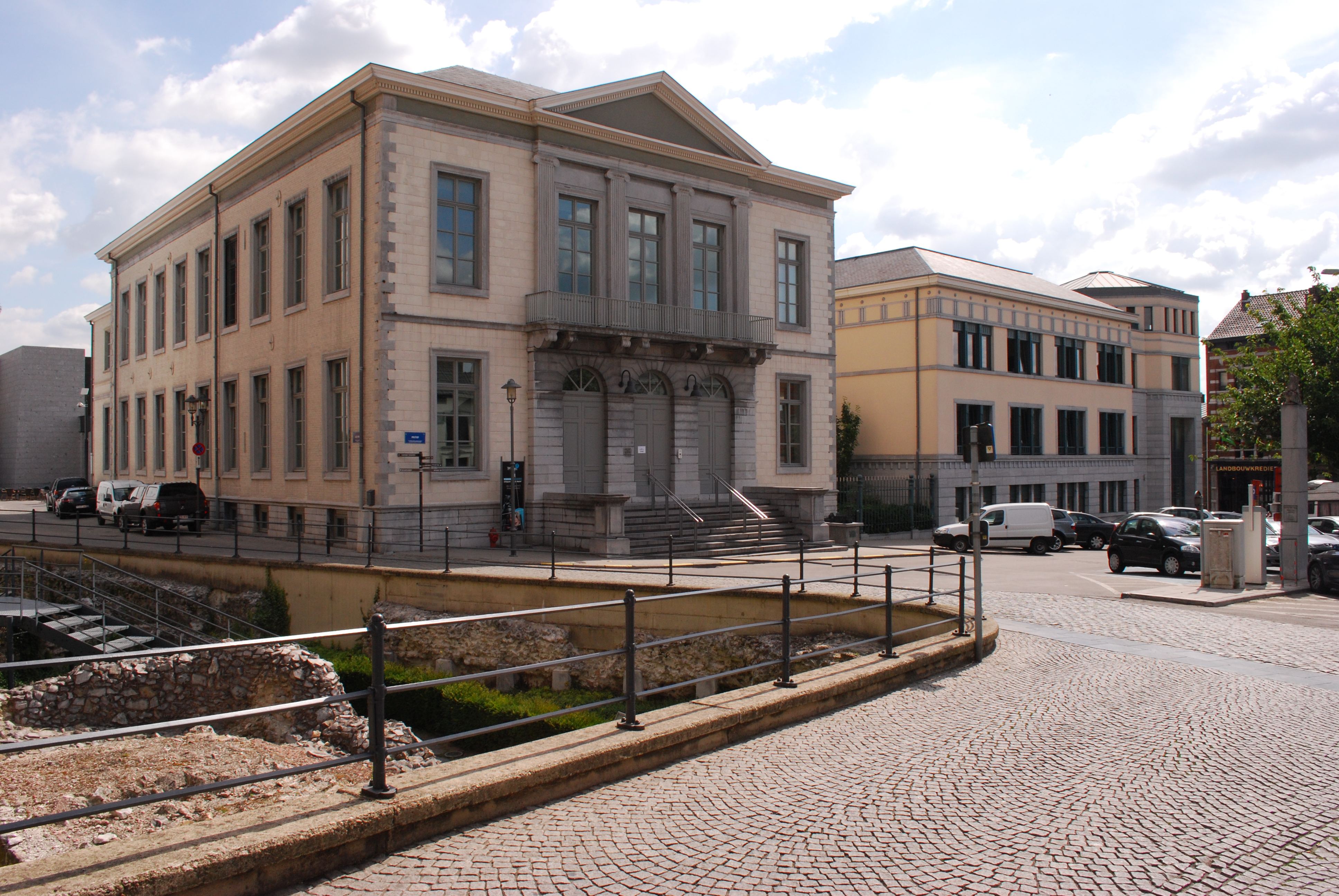
Gerechtsgebouw

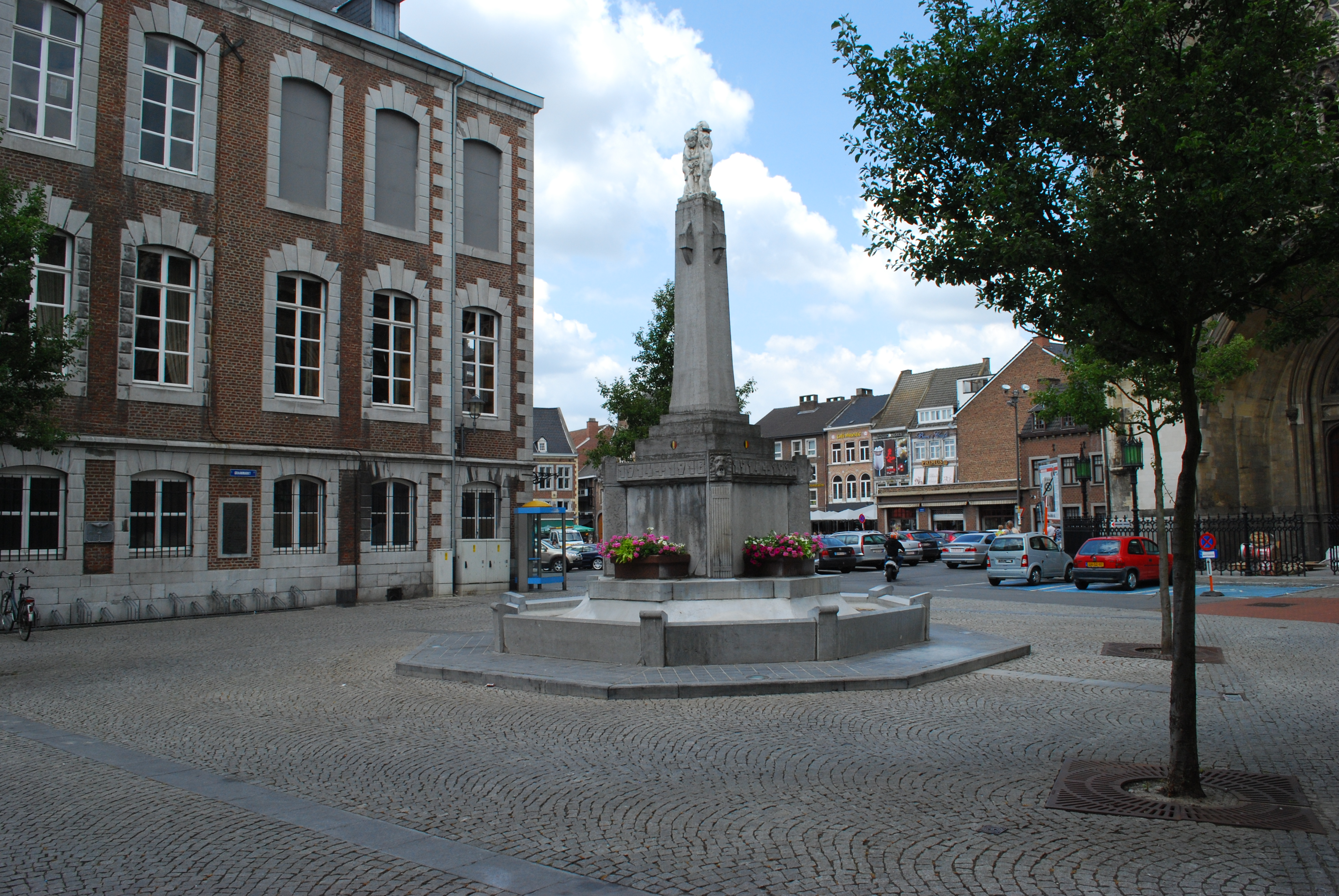
Monument voor de gesneuvelden

- Biessenhuysen, twee voormalige refuge- en rentmeestershuizen verbonden met Alden Biesen
- Gerechtsgebouw
- Gevangenis van Tongeren
- Huis Boulet
- Huis De Pelicaen en Ganze
- Huis Dommershausen, vakwerkhuis uit de 15e eeuw
- Middeleeuwse omwalling
- Munthuis
- Perroen
- Spaans Huis, vakwerkhuis uit de 17e eeuw
- Stadhuis
- Standbeeld van Ambiorix

Burchten en kastelen
- Burchtruïne van Kolmont te Overrepen
- Kasteel van Betho te Tongeren
- Kasteel Borghoven te Piringen
- Kasteel van Hamal te Rutten
- Kasteel van 's Herenelderen te 's Herenelderen
- Kasteel van Kolmont te Overrepen
- Kasteel van Neerrepen te Neerrepen
- Kasteel van Rooi te Neerrepen
- Kasteel Rosmeulen te Nerem
- Kasteel Scherpenberg te Nerem
- Kasteel van Widooie te Widooie
- Tempelierstoren te Mulken
- Torenburcht van Rutten te Rutten

Watermolens
- Blaarmolen te Tongeren
- Daalmolen te Lauw
- Dubbelmolen te Nerem
- Hogemolen te Lauw
- Kruikesmolen te Tongeren
- Molen van Bellefontaine te Sluizen
- Molen van Overrepen te Overrepen
- Motmolen te Tongeren
- Ruttermolen te Rutten
- Wijkmolen te Tongeren

## Musea
- Het begijnhofmuseum Beghina, museum over het leven in het Tongerse begijnhof
- Het Provinciaal Gallo-Romeins Museum, geschiedkundig museum met zowel permanente als tijdelijke tentoonstellingen
- De schatkamer van de Onze-Lieve-Vrouwebasiliek, collectie van religieuze kunstvoorwerpen
- Het wapenmuseum in de Moerenpoort, museum over het militaire verleden van Tongeren

## Natuur
- Beukenberg, kunstmatig bos op de restanten van een Romeins aquaduct
- Groenzones nabij de middeleeuwse omwalling
- Natuurreservaat De Kevie
- Spoorwegzate van de voormalige fruitspoorlijn
- Stadspark De Motten

## Evenementen
- Ambiorixfeesten
- B-Classic, Limburgse luik van het Festival van Vlaanderen
- Bierfeesten
- Carnaval, het carnavalsweekend bestaat uit een jeugdstoet op zaterdag en een grote stoet op zondag
- De Kroningsfeesten, zevenjaarlijkse feesten bestaande uit vier ommegangen en avondspelen, de eerstvolgende feesten zullen plaatsvinden in 2016
- De Septemberfoor, de jaarlijkse grote kermis die één week duurt, beginnende de zondag na 8 september
- Stadsmuzikantenfestival
- Straattheaterfestival
- Tungr-Run, jaarlijkse stratenloop op 1 mei

### Herdenkingen
- Eerste zondag na 8 september, kermisprocessie ter ere van Maria
- 11 november, jaarlijkse plechtigheid aan het monument voor de gesneuvelden aan de Graanmarkt

### Markten
- Antiek- en brocantemarkt, 's zondags van 6u tot 13u in de buurt van de Leopoldwal, Maastrichterstraat en de Veemarkt
- Avondmarkt, vooravond van Hemelvaartsdag van 18u tot 22u in de buurt van de Grote Markt en de Maastrichterstraat
- Boekenmarkt, tweede zondag van augustus van 10u tot 18u in het begijnhof
- Braderij, donderdag tijdens de septemberfoor van 8u tot 14u in de buurt van de Grote Markt en de Maastrichterstraat
- Buurtmarkt, 's donderdags van 8u tot 13u in de buurt van de Grote Markt